# Ilijan Micanski
Ilijan Emiłow Micanski (bułg. Илиян Емилов Мицански, ur. 20 grudnia 1985 w Sandanskim) – bułgarski piłkarz występujący na pozycji napastnika, reprezentant Bułgarii w latach 2010–2015.

## Kariera
Ilijan Micanski piłkarską karierę rozpoczynał w bułgarskiej Makedonskiej Sławie Simitli, gdzie zadebiutował w sezonie 2003/2004. Następnie klub zmienił nazwę na Pirin 1922, a napastnik z 21 golami na koncie został królem strzelców drugiej ligi bułgarskiej. Latem 2005 roku trafił do Polski i podpisał kontrakt z Amicą Wronki. W jej barwach zadebiutował w Ekstraklasie w wygranym 4:1 spotkaniu z Pogonią Szczecin, w którym zdobył również swojego pierwszego gola. Po sezonie 2005/2006 doszło do fuzji w wyniku której Amica połączyła się z Lechem Poznań.
Na początku sezonu 2006/2007 Micanski rozegrał w Lechu pięć meczów, po czym został wypożyczony do Korony Kielce, gdzie nie potrafił przebić się do podstawowego składu – wystąpił w pięciu ligowych spotkaniach. Po pół roku powrócił do Lecha w którym nadal pełnił rolę rezerwowego. Na wiosnę sezonu 2007/2008 Micanski został wypożyczony do Odry Wodzisław Śląski. W nowym zespole odbudował swoją formę strzelecką (5 bramek w 13 pojedynkach) i pomógł śląskiemu zespołowi utrzymać się w Ekstraklasie.
Po powrocie do Lecha, Micanski nie znalazł uznania w oczach trenera Franciszka Smudy i odszedł do zdegradowanego za korupcję do pierwszej ligi Zagłębia Lubin. W jego barwach w sezonie 2008/2009 strzelił w rozgrywkach ligowych 26 goli i został królem strzelców. Cały sezon zakończył z 30 bramkami na koncie – czterokrotnie do siatki rywala trafiał jeszcze w pojedynku z Promieniem Opalenica w Pucharze Polski. Sezon 2009/2010 zakończył z dorobkiem 14 trafień w polskiej Ekstraklasie, przykuwając tym samym swoją osobą zainteresowanie ze strony zagranicznych klubów. W konsekwencji 18 czerwca podpisał 4-letni kontrakt z 1. FC Kaiserslautern.
17 stycznia 2012 roku Micanski został wypożyczony do FSV Frankfurt. W swoim debiucie w barwach tej drużyny strzelił dwa gole i dał zwycięstwo swojej ekipie 2:1 nad Duisburgiem.

## Statystyki
(stan na 5 lutego 2012)
| Klub                  | Sezon                | Liga                 | Ligi krajowe | Ligi krajowe | Puchary krajowe | Puchary krajowe | Europa | Europa | Łącznie | Łącznie | Łącznie |
| Klub                  | Sezon                | Liga                 | Mecze        | Bramki       | Mecze           | Bramki          | Mecze  | Bramki | Mecze   | Bramki  |         |
| --------------------- | -------------------- | -------------------- | ------------ | ------------ | --------------- | --------------- | ------ | ------ | ------- | ------- | ------- |
| Makedonska Sława      | 2003/04              | A PFG                | 8            | 0            | –               | –               | –      | –      | 8       | 0       |         |
| Pirin 1922            | 2004/05              | Grupa B              | 29           | 21           | –               | –               | –      | –      | 29      | 21      |         |
| Amica Wronki          | 2005/06              | I Liga               | 17           | 6            | 3               | 2               | –      | –      | 20      | 8       |         |
| Lech Poznań           | 2006/07              | I Liga               | 10           | 0            | 5               | 2               | 2      | 0      | 17      | 2       |         |
| Korona Kielce         | 2006/07              | I Liga               | 5            | 0            | 3               | 2               | –      | –      | 8       | 2       |         |
| Lech Poznań           | 2007/08              | I Liga               | 2            | 0            | 4               | 0               | –      | –      | 6       | 0       |         |
| Odra Wodzisław Śląski | 2007/08              | I Liga               | 13           | 5            | 2               | 2               | –      | –      | 15      | 7       |         |
| Zagłębie Lubin        | 2008/09              | I Liga               | 31           | 26           | 3               | 4               | –      | –      | 34      | 30      |         |
| Zagłębie Lubin        | 2009/10              | Ekstraklasa          | 28           | 14           | 1               | 1               | –      | –      | 29      | 15      |         |
| 1. FC Kaiserslautern  | 2010/11              | Bundesliga           | 10           | 1            | 1               | 0               | –      | –      | 11      | 1       |         |
| FSV Frankfurt         | 2011/12              | 2. Bundesliga        | 15           | 9            | 0               | 0               | –      | –      | 15      | 9       |         |
| Suma                  | Pirin 1922           | Pirin 1922           | 37           | 21           | –               | –               | –      | –      | 37      | 21      |         |
| Suma                  | Lech Poznań          | Lech Poznań          | 12           | 0            | 9               | 2               | 2      | 0      | 23      | 2       |         |
| Suma                  | Zagłębie Lubin       | Zagłębie Lubin       | 59           | 40           | 4               | 5               | –      | –      | 63      | 45      |         |
| Suma                  | 1. FC Kaiserslautern | 1. FC Kaiserslautern | 16           | 1            | 1               | 0               | –      | –      | 17      | 1       |         |

## Sukcesy
- król strzelców B PFG: 2004/05 (21 goli)
- król strzelców I ligi: 2008/09 (26 goli)